# Lithothamnion australe
Lithothamnion australe Foslie, 1904  é o nome botânico  de uma espécie de algas vermelhas  pluricelulares do gênero Lithothamnion, subfamília Melobesioideae.
- São algas marinhas encontradas na América do Norte (Califórnia e México) e em algumas ilhas do Pacífico e Índico.

## Sinonímia
- Lithophyllum australe  (Foslie) Lemoine, 1917